# Triplo eco
Triplo eco (The Triple Echo) è un film del 1972 diretto da Michael Apted.

## Trama
Durante la Seconda guerra mondiale, un giovane soldato di nome Barton arriva nella tenuta di Alice, una donna il cui marito è stato preso prigioniero dai giapponesi; i due diventano prima amici e poi amanti, tanto che il giovane decide di disertare per restare con lei. La polizia militare si mette tuttavia alla ricerca di Barton, così, per evitare che l'uomo venga catturato, Alice lo traveste da donna e lo presenta a tutti come sua sorella, "Cathy".
Nella tenuta giunge anche un sergente, che si invaghisce di "Cathy", tanto da invitare la presunta ragazza a una festa di Natale; pur venendo messo in guardia da Alice, Barton accetta, volendo passare una serata di svago. Durante la serata il sergente porta "Cathy" in una stanza appartata, desideroso di fare sesso, ma il rifiuto di "Cathy" gli fa capire che in realtà si era innamorato di un uomo. Barton scappa così nuovamente alla fattoria e Alice, per fargli evitare le terribili punizioni che spettavano ai disertori, decide di sparargli con la pistola di suo marito, uccidendolo.

## Distribuzione
Nel Regno Unito, la pellicola è stata distribuita a partire dal 17 novembre 1972.